# مینی اس‌یووی

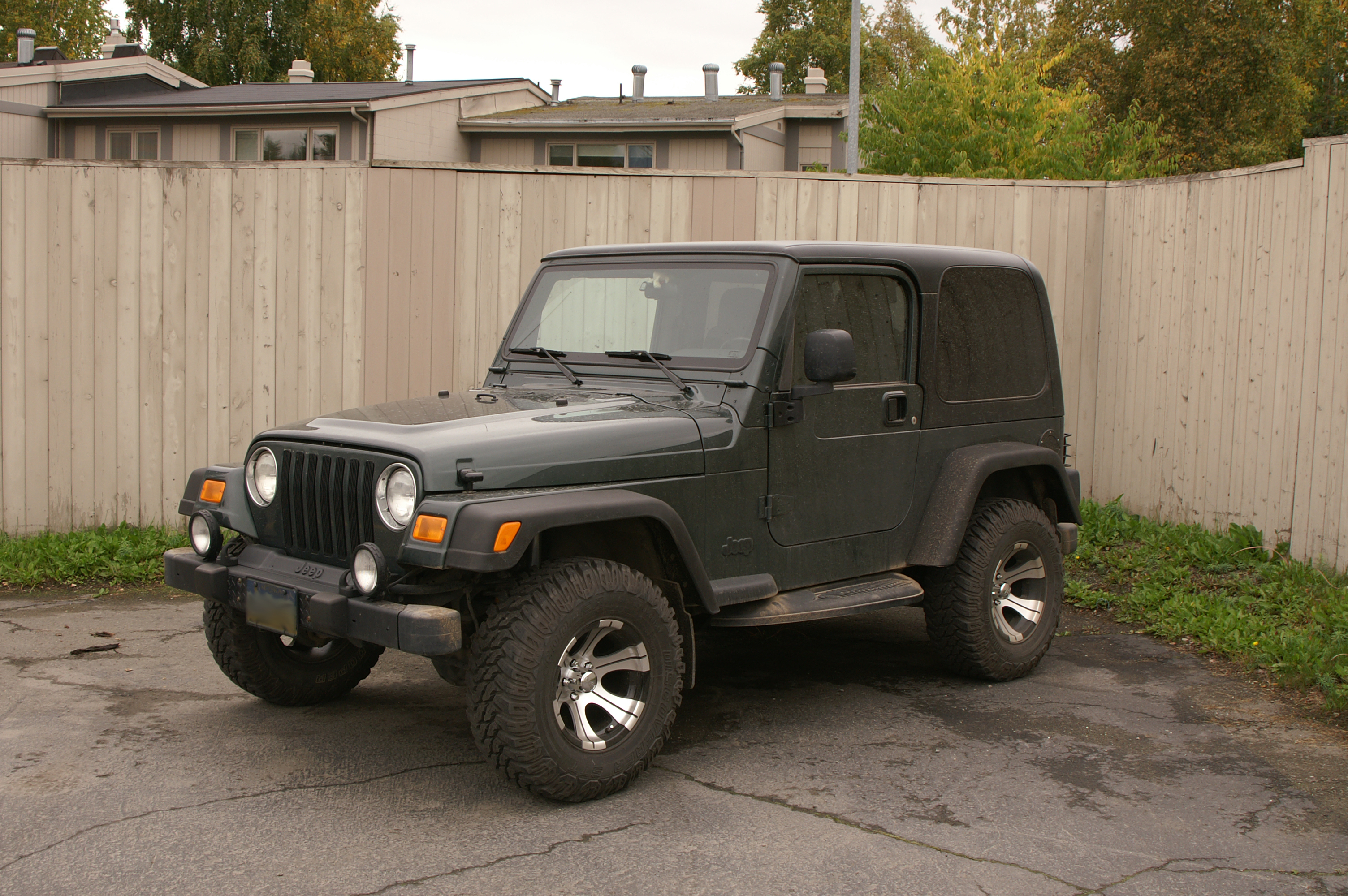
جیپ رانگلر، مینی اس‌یووی آمریکایی

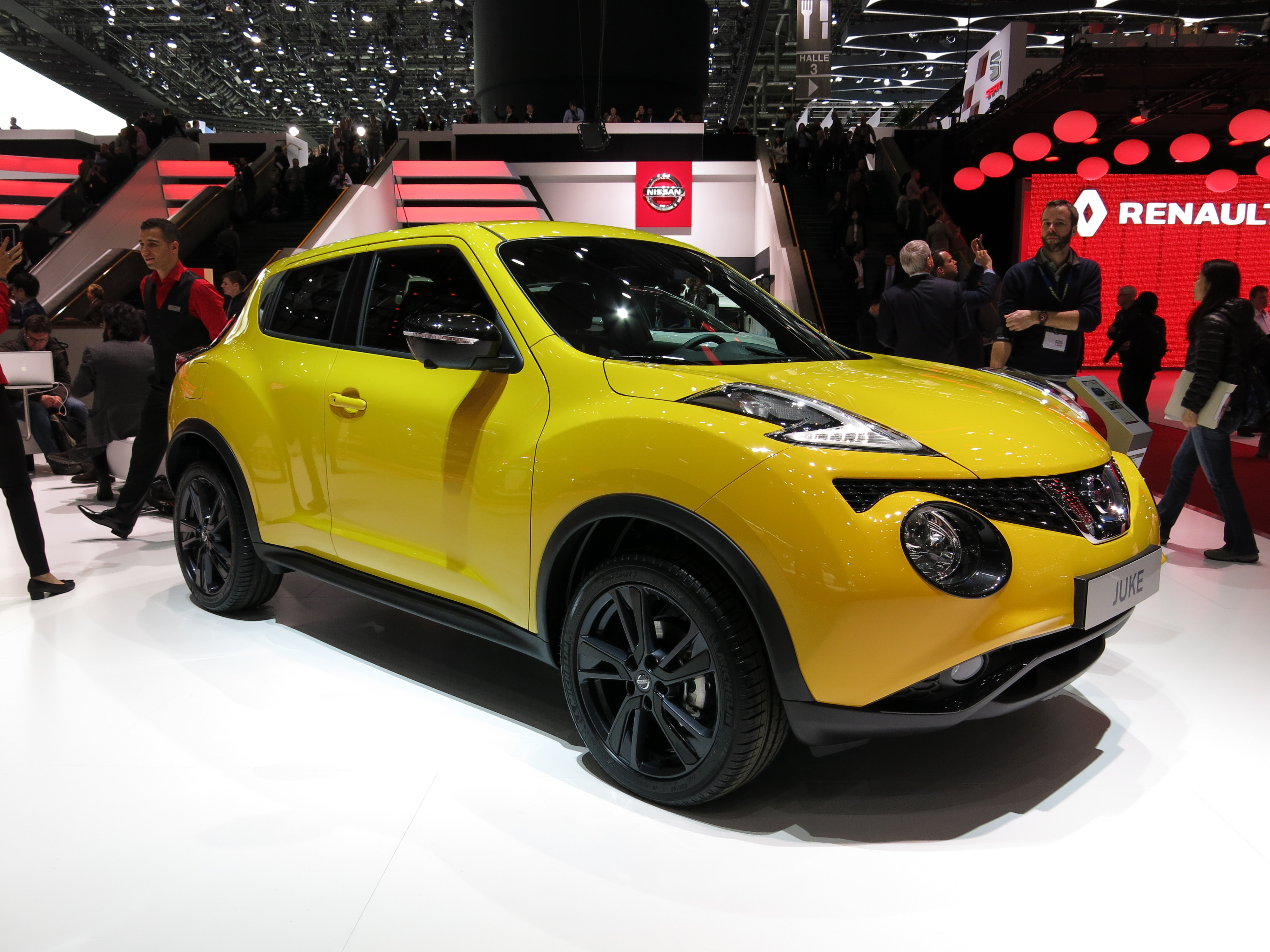
نیسان جوک، یک مینی اس‌یووی مدرن

مینی اس‌یووی (به انگلیسی: Mini SUV) به گونه‌ای از خودروی اس‌یووی گفته می‌شود که طول آن کمتر از ۴٬۳۰۰ میلی‌متر باشد. البته مینی اس‌یووی نباید با گونهٔ کامپکت اس‌یووی، که از آن بزرگتر است، اشتباه گرفته شود.
برخی مینی اس‌یووی‌ها در بعضی ویژگی‌ها یکسان‌اند؛ مثلاً همگی دارای یک بدنه هستند و برخی توانایی خودروی بیابانگرد را دارند و همچنین برخی از آنها در ردهٔ کراس اوورها قرار می‌گیرند.
مینی اس‌یووی‌ها در بسیاری از کشورها طرفداران زیادی دارند زیرا دارای ویژگیهای منحصر بفرد هستند:برای مثال، جوانان ثروتمند از این خودرو بخاطر جلب توجه و متفاوت دیده شدن استفاده می کنند.مزیت دیگر این گونه خودرو نسبت به اس‌یووی‌های بزرگتر، صرفه‌جویی در مصرف سوخت آن است (مصرف سوخت آن بسیار شبیه به خودروهای گونه ساب‌کامپکت و سوپرمینی است).

## مثال‌ها

### کراس اوور
- دایهاتسو تریوس
- هوندا اچ‌آر-وی
- لادا نیوا
- سوزوکی ایگنیس
- فیات سدیسی

### سنگین وظیفه
- جیپ رانگلر
- ایل استورم
- سوزوکی سموری/سوزوکی جیمنی
- ترولر تی۴